# Wintertuin (Helsinki)
De Wintertuin (Fins:Talvipuutarha, Zweeds: Vinterträdgården) is een tuin aan de kust van de Töölönlahti in de Finse hoofdstad Helsinki. De tuin ging open in 1893 en in 1907 werd het gekocht door de stad Helsinki en werd het officieel stadstuin. Het gebouw dat centraal in de tuin ligt werd ontworpen door de Finse architect Gustaf Nyström. Het is al sinds zijn opening een publieke tuin. Men vraagt geen entreegeld.